# Enskild näringsverksamhet
Enskild näringsverksamhet, även kallad enskild firma, är en svensk företagsform där företaget och dess ägare är samma person och  organisationsnumret är samma som ägarens personnummer. Ägaren kallas enskild näringsidkare och är personligt ansvarig för alla verksamhetens skulder.
Företagaren kan ha en firma (företagsnamn) registrerad för verksamheten som skiljer sig från personnamnet. För att visa att ett sådant verksamhetsnamn används som om det vore en registrerad firma används ibland förkortningen muf eller m.u.f., som står för "med uppgiven firma", mellan ägarens personnamn och själva verksamhetsnamnet.

## Enskild näringsverksamhet som organisationsform
Ägarens ekonomi är nära sammankopplad med företagets. En följd av detta är att det överskott respektive underskott som redovisas i näringsverksamheten redovisas i näringsidkarens inkomstdeklaration. En enskild näringsidkare är inte en separat juridisk person. Det innebär till exempel att företaget inte kan hyra lokal eller vara del i en domstolsprocess; istället är det företagaren själv som blir avtalspart eller part i målet.
Ansökan om F-skatt och momsregistrering sker hos Skatteverket innan verksamheten börjar. Det är oftast inte nödvändigt att registrera verksamheten hos Bolagsverket, men för att få namnskydd i länet och för att bedriva vissa typer av verksamheter är detta ett krav. Inget insatskapital krävs.

### Bokföring
Alla enskilda näringsidkare är bokföringsskyldiga. Affärshändelser, det vill säga allt som påverkar företagets ekonomi, ska dokumenteras. Enskilda näringsidkare behöver i de flesta fall inte ha revisor. 

### Anställda
En enskild näringsidkare kan ha anställda. Samma regler gäller oavsett bolagsform. Enskilda näringsidkare undviker ofta anställda eftersom de blir personligen ansvariga för anställningsskydd, förlorad arbetstid vid sjukdom, arbetsskador med mera. Om verksamheten blir så stor att fast anställda behövs brukar ägaren bilda aktiebolag.

### Skatt
Ägaren lämnar deklarationen, inte bolaget, som inte är eget skattesubjekt. Ägaren beskattas för hela vinsten, men det finns möjligheter till mindre skatt som liknar aktiebolagens möjligheter. Det finns räntefördelning, som liknar aktieutdelning, det vill säga vinst uttagen av ägaren som beskattas som kapitalvinst, 30 procent. Det finns också expansionsmedel, en avsättning av vinst som beskattas likt bolagsskatt med 22 procent. Denna avsättning ligger kvar i bolaget och måste återföras om firman avslutas. Övrig vinst beskattas som lön med cirka 30–50 procent. Förluster skjuts skattemässigt på framtiden och får senare år dras av mot inkomster i samma förvärvskälla.

## Fördelar och nackdelar
Registrering av ett företagsnamn för en enskild företagare är vanligtvis inte svårt, såvida det inte är fråga om att välja ett fiktivt eller uppfunnet namn. I många länder måste företagaren registrera sig hos lämpliga lokala myndigheter, som avgör om det begärda namnet är en kopia av ett annat företag.
Ägaren kan anställa medarbetare och använda oberoende konsulter men har ansvaret för det som de gör. Detta beror på det obegränsade ansvar som åläggs ett enmansföretag. Ägaren är ekonomiskt ansvarig för alla skulder och/eller förluster som företaget ådragit sig, upp till och inklusive användning av personliga eller andra tillgångar för att betala eventuella utestående skulder. En egenföretagare kan således tvingas använda sin personliga egendom, till exempel en bil, för att betala av skulder. Ägaren är ensam ansvarig för all affärsverksamhet som bedrivs av den enskilda firman och har följaktligen rätt till full kontroll och alla intäkter som är förknippade därmed.